# The Thomson Corporation
The Thomson Corporation (wcześniej m.in. jako The Thomson Group i The Thomson Organization) – kanadyjska korporacja, jedno z największych na świecie imperiów wydawniczych, wyspecjalizowane w przetwarzaniu informacji fachowej, kierowane przez klan rodziny Thomson. Po fuzji z agencją Reuters Group utworzyła w 2008 – Thomson Reuters.
Rodzina Thomson kontrolowała korporację poprzez własny holding Woodbridge Company, z siedzibą w Toronto. Holding posiadał 70% udziałów w Thomson Corporation, 53% w Thomson Reuters, i m.in. 40% akcji w holdingu mediowym CTVglobemedia.

## Historia

### Era Roya: od setek do milionów
Historia Thomson Corporation to historia trzech pokoleń rodu Thomsonów, głęboko osadzonego w najnowszej historii Kanady. Twórca fortuny, Roy Thomson zaczynał w latach 30. od handlu domokrążnego na skąpo zaludnionej północy prowincji Ontario. Sprzedawał odbiorniki radiowe. Jednocześnie inwestował w zakładanie nowych nadajników radiowych lub w kupno istniejących lokalnie radiostacji. Z czasem rozpoczął również wykup prowincjonalnych gazet i innych biznesów, również w Anglii i Szkocji. W 1959 przejął największą na Wyspach Brytyjskich grupę prasową Kemsley, włącznie z dziennikiem The Sunday Times. Nieco później Roy Thomson kupił także legendarny The Times i czarterowe linie lotnicze – Britannia Airways. Wydobywał też ropę i gaz ziemny z Morza Północnego przy pomocy konsorcjum stworzonego z milionerem J. Paulem Gettym.
Przez następne lata inwestycje Thomsona zaczęły coraz wyraźniej przybierać kształt imperium mediowego. Posiadając lub kontrolując ponad 200 tytułów w Kanadzie, Wielkiej Brytanii i USA, Roy Thomson stał się najzamożniejszym człowiekiem Kanady.

### Era Kennetha: od milionów do miliardów
Kiedy po śmierci Roya, w 1976 potężną korporację (pod ówczesną nazwą Thomson Organization) przejmował jego syn Kenneth Thomson, była warta około pół miliona dolarów. Z biegiem czasu wycofała się z wydobywania ropy, a także z budowy sieci domów handlowych i z turystyki, skupiając wysiłki prawie wyłącznie na mediach lub informatyce.
Kenneth m.in. wykupił w 1980 prestiżowy kanadyjski dziennik The Globe And Mail, rozszerzając go o lokalne edycje w wielu miastach, a także atrakcyjnie rozbudowując jego wydania internetowe. Rodzina Thomsonów do dziś ma akcje pisma, ale kontrolę nad nim odsprzedano gigantowi telekomunikacyjnemu Bell Canada Enterprises Inc. Wykupił też na krótko izraelski dziennik Jerusalem Post, ale odsprzedał go innemu magnatowi prasowemu z Kanady – Conradowi Blackowi (który do 2013 odsiaduje w więzieniu na Florydzie wyrok za defraudacje).
Pieniądze uzyskane z odsprzedaży wielu pism lokalnych Kenneth Thomson inwestował w rozbudowę usług w dziedzinie informacji finansowej przy pomocy powstałej w Connecticut olbrzymiej firmy, która urosła w światowej skali do rangi kolosa informatycznego.
W 1989 dwa potężne koncerny Thomson Organization i Thomson Newspapers połączyły się w kolejnego holdingowego giganta o nazwie Thomson Corporation, gdzie rodzina założyciela zatrzymała 70% udziałów. Reszta również została w większości w kanadyjskich rękach. W 2004 korporacja weszła na nowojorską giełdę pod symbolem TOC.
Mimo iż Kenneth przekazał większość swoich obowiązków synowi Davidowi w 2002, nadal kierował holdingiem Woodbridge Co. Ltd., który posiadał pakiet kontrolny familijnego megabiznesu i 40% akcji Bell Globemedia (dzisiaj: CTVglobemedia).
Najbogatszy Kanadyjczyk i zarazem dziewiąty najbogatszy człowiek na świecie zmarł w czerwcu 2006 z fortuną wycenianą na prawie 30 miliardów dolarów.

### Era Davida: przetwarzanie informacji
Zgodnie z planem ustalonym dekady wcześniej przez dziadka Roya, kompleksową fortuną rodu miał zarządzać starannie do tego przygotowywany David Thomson, najstarsze z trojga dzieci Kennetha.
W kwietniu 2008 David wykupił za 17,2 mld dolarów legendarną brytyjską agencję informacyjną Reuters. Przestała istnieć dotychczasowa struktura organizacyjna konglomeratu Thomson Corporation, a nowy, potężny związek wynikły z fuzji tych dwóch gigantów nazwano Thomson Reuters. David został prezesem rady nadzorczej. Ponadto wraz z bratem Peterem Thomsonem współprezesuje torontońskiemu holdingowi Woodbridge Company, który kontroluje wszystkie podległe firmy Thomsonów, włącznie z Thomson Reuters.

## Specjalność: informacja fachowa
Rodzinna firma Thomsonów począwszy od lat 50. wielokrotnie zmieniała nazwę, charakter i orientację. Wykupienie wydawnictwa Wadsworth w 1978 roku było pierwszym krokiem w kierunku edytorstwa wyspecjalizowanego: podręczników do nauki, skryptów, instrukcji zawodowych itp.
Połowa lat 80. przyniosła dalszy ciąg inwestycji w usługi informacyjne, ale nie w formacie drukowanym, a elektronicznym, przetworzonym cyfrowo. Jednocześnie odstępowano od rozwijania bazy prasowej. Za 3,4 mld dol. zakupiono oficynę West Publishing Co. z Minnesoty, która była liderem na rynku informacji prawnej. I wówczas wszyscy wyraźnie dostrzegli, że firma Thomsonów przybiera kurs na nowy megatrend: na specjalistyczne systemy informacyjne.
Postęp techniczny sprawił, że informacja stała się nowym bogactwem naturalnym, stojącym pod względem ważności w jednym rzędzie z surowcami naturalnymi i energetycznymi. Istnieją tacy, którzy wierzą, że kontrola zasobów informacji oraz środków do jej przetwarzania może stać się ważniejszym źródłem dominacji społecznej i ekonomicznej niż opanowanie bogactw naturalnych. W dobie konwersji cyfrowej, firma Thomson Corporation stała się głównym dostarczycielem fachowej informacji dla potrzeb świata finansjery, dla środowisk prawniczego, naukowego czy medycznego. Informacji, której inni potrzebują na co dzień, aby podejmować strategiczne decyzje biznesowe i ryzykować wprowadzanie innowacji.
Mimo iż była to w zasadzie firma wydawnicza to jednak wczesne i agresywne inwestycje w świat nośników elektronicznych stały się jej kluczowym atutem. Z wyjątkiem wydziału edukacyjnego, który nadal drukuje tradycyjne podręczniki szkolne, Thomson praktycznie całkowicie przestawił się na rynek elektronicznej dystrybucji informacji. Na jego raporty czekają codziennie maklerzy i doradcy inwestycyjni, którzy podejmują setki szybkich decyzji o zakupie lub sprzedaży papierów wartościowych.
Aczkolwiek nowe obszary działania firmy są dochodowe to jednak nie tak widoczne i nagłośnione jak mediowe. Dlatego też korporacja Thomsonów z nazwy jest o wiele mniej publicznie znana, niż jej składowe, takie jak Westlaw, FindLaw, Physician’s Desk Reference, Micropatent, Web of Science i wiele innych. Największą grupą rynkową Thomsona, znaną każdemu prawnikowi, jest Thomson Legal & Regulatory z Minnesoty.
W 2005, dzięki 20 milionom klientów w 130 państwach świata, dochody Thomson Corporation wyniosły 8,7 miliarda dolarów. W 2006 firma zatrudniała 39 tysięcy ludzi w 46 państwach. W październiku 2006 Thomson potwierdził wolę sprzedaży w trzech częściach swojej grupy rynkowej Thomson Learning, wartej 5 miliardów. Kupiła ją międzynarodowa spółka Apax Partners z Londynu. W październiku 2007 w amerykańskie ręce przeszedł Prometric – thomsonowska firma posiadająca w 135 państwach przeszło 3000 ośrodków testowania pracowników pod względem ich przydatności do konkretnej pracy.

## Segmenty i filie
Za poszczególne branże odpowiadało 5 wydzielonych segmentów Thomson Corporation: Thomson Financial, Thomson Healthcare, Thomson Legal, Thomson Scientific oraz Thomson Tax & Accounting.
Lista wyspecjalizowanych filli Thomson Corporation (często lepiej znanych z nazwy niż sama korporacja-matka) obejmowała m.in.: Westlaw, FindLaw, BarBri, Physician’s Desk Reference, RIA, Tax and Accounting, Quickfinder, DISEASEDEX, DrugREAX, Medstat, Thomson First Call, Checkpoint, EndNote, Derwent World Patent Index, SAEGIS, Micropatent, Aureka, Faxpat, OptiPat, Just Files, Corporate Intelligence, InfoTrac, Delphion, Arco Test Prep, Peterson’s Directories, TradeWeb, Web of Science, Arden Shakespeare, Jane’s Information Group, West Publishing, ISI, Thomson Gale, Dialog Corporation, Brookers, Carswell, CCBN, Course Technology, Gardiner-Caldwell, IHI, Lawbook Co, Wadsworth, Thomson CompuMark, Sweet & Maxwell, Chilton i B2B.

## Thomson Reuters
Po kilku kosmetycznych poprawkach zasugerowanych przez Departament Sprawiedliwości USA oraz Komisję Europejską, 17 kwietnia 2006 doszło do fuzji Thomson Corporation z brytyjską agencją informacyjną Reuters. W rezultacie powstał potężny nowy twór, gigant wśród firm zajmujących się „produkowaniem informacji fachowej” o nazwie Thomson Reuters. Rodzina Thomsonów poprzez holding Woodbridge Company zatrzymała w nim kontrolny pakiet w wysokości 53% akcji. Szefem rady nadzorczej został David Thomson, a dyrektorem wykonawczym dotychczasowy szef Reutersa – Tom Glocer.
Thomson Reuters skupia się głównie na obsłudze rynków finansowych, dostarczając najważniejszych informacji gospodarczych, jak np. kursy walut i akcji. Prowadzi też na zlecenie badania i analizy w sektorze gospodarczym.